# 강용흘
강용흘(姜龍訖, 영어: Younghill Kang, 1903년 6월 5일 ~ 1972년 12월 2일)은 한국계 미국인 작가다. 1931년에 한일합방과 3.1운동 등을 배경으로 쓴 자전적 소설 '초당'(The Grass Roof)이 첫 한국계 미국인 소설로 유명하며, 한국계 미국인 문학의 아버지라 불린다.

## 일생
1903년 함경남도 홍원군 출신으로 한국에서 유학과 기독교식 교육을 받았다. 함흥 영생중학교를 졸업하고 1921년 독립 운동을 위해 한국을 떠났다. 처음에 캐나다로 갔다가 후에 미국으로 가서 보스턴 대학교에서 수학하고 하버드 대학교에서 학위 수여를 받았다. 그 후 브리태니커 백과사전에서 편집자로 일하고 뉴욕 대학교에서 학생들을 가르쳤다. 그 후 '행복한 숲'(The Happy Grove), '동양인이 본 서양'(East Goes West) 등을 썼다. 한용운의 '님의 침묵' 등 여러 한국 문학을 영어로 번역하기도 했다.

## 같이 보기
- 한국의 소설가 목록
- 한국계 미국인 목록